# Tuberta maerens
Tuberta maerens is een spinnensoort uit de familie van de waterspinnen (Cybaeidae).
De wetenschappelijke naam van de soort werd in 1863 als Coelotes maerens gepubliceerd door Octavius Pickard-Cambridge.